# Дорренс Тауншип (округ Лузерн, Пенсільванія)
Дорренс Тауншип (англ. Dorrance Township) — селище (англ. township) в США, в окрузі Лузерн штату Пенсільванія. Населення — 2076 осіб (2020).

## Демографія
Згідно з переписом 2010 року, у селищі мешкало 2188 осіб у 820 домогосподарствах у складі 638 родин. Було 882 помешкання
Расовий склад населення:
| - 98,4 % — білих - 0,4 % — чорних або афроамериканців - 0,2 % — азіатів - 0,1 % — корінних американців |

До двох чи більше рас належало 0,8 %. Частка іспаномовних становила 0,4 % від усіх жителів.
За віковим діапазоном населення розподілялося таким чином: 20,4 % — особи молодші 18 років, 64,6 % — особи у віці 18—64 років, 15,0 % — особи у віці 65 років та старші. Медіана віку мешканця становила 44,0 року. На 100 осіб жіночої статі у селищі припадало 105,1 чоловіків;  на 100 жінок у віці від 18 років та старших — 101,4 чоловіків також старших 18 років.
Середній дохід на одне домашнє господарство  становив 77 614 долари США (медіана — 78 839), а середній дохід на одну сім'ю — 87 971 долар (медіана — 85 750). Медіана доходів становила 48 060 доларів для чоловіків та 37 295 доларів для жінок. За межею бідності перебувало 6,0 % осіб, у тому числі 9,2 % дітей у віці до 18 років та 2,6 % осіб у віці 65 років та старших.
Цивільне працевлаштоване населення становило 1240 осіб. Основні галузі зайнятості: виробництво — 15,1 %, освіта, охорона здоров'я та соціальна допомога — 14,8 %, роздрібна торгівля — 12,8 %.